# Сіракава Хідекі
Хідекі Сіракава (яп. 白 川 英 树 Сіракава Хідекі, ромадзі:Hideki Shirakawa; нар. 20 серпня 1936 року, Токіо, Японія) - японський вчений-хімік, лауреат Нобелівської премії з хімії за 2000 рік спільно з Аланом Хігером і Аланом Мак-Діармідом з формулюванням «за відкриття провідності у полімерах».

## Біографія
Народився 20 серпня 1936 року в Токіо, третя дитина лікаря Хатзутару і дочки буддистського священика Фуйуно, у яких було 5 дітей. Сім'я багато разів змінювала місце проживання, але в 1944 році, до кінця війни, осіла в маленькому місті Такаяма (так званому «маленьким Кіто») на острові Хонсю. З 3-його класу початкової школи і до закінчення коледжу Ширакава провів тут.
Його вища освіта почалася в Токійському технологічному інституті в 1957, в якому він завершив роботу над дисертацією в травні 1966. В інституті Ширакава освоїв хімію полімерів, садівництво та електроніку.
У листопаді 1979 році Сіракава перейшов до Інституту матеріалознавства університету Цукуби, де став професором. У березні 2000 пішов у відставку і відійшов від активної наукової діяльності.